# 菅野日彰
菅野 日彰（かんの にっしょう、1937年（昭和12年） - ）は、日蓮宗の僧。日蓮宗の第54・55代管長。立正大学卒業。北海道礼文町（礼文島）出身。

## 生涯
北海道の礼文島で生まれる。12歳で小樽市にある日蓮宗の妙龍寺にて出家する。立正大学を卒業後は日蓮宗専任布教師として日本各地への伝道に従事した。
1969年（昭和44年）、池上本門寺布教部に奉職し、1973年（昭和48年）、日蓮宗宗立谷中学寮寮監に就任。浄延院の院代を経て住職に就任。
2002年（平成14年）より日蓮宗の総本山である久遠寺の布教部長を務め、2005年（平成17年）に静岡市の海長寺の貫首に就任、それを機に法名を「日彰」と改める。また2010年（平成22年）4月に唱題行の全国組織「求道同願会」の会長に就任した。2015年（平成27年）に大本山池上本門寺の第83世貫首に就任。
2018年（平成30年）に内野日総に代わり日蓮宗の第54代管長に就任し、2022年（令和4年）に第55代管長に再任した。

## 著書
- 『心を拓く』（書苑）
- 『暮らしの文化』（善本舎・共著）
- 『仏事のこころえ』（水書坊）
- 『法味を汲む』（全国青少年教化協議会）
- 『人みな花あり』（転法舎）
- 『念彼観音力』（日新出版）
- 『心のともしび』（大宣堂）
- 『法華経・永遠のおしえ―全28章解説と唱題行』（大法輪閣）